# Ricardone
Ricardone é uma comuna da província de Santa Fé, na Argentina.